# Centro culturale Domingo Faustino Sarmiento
Il Palacio Libertad - Centro Culturale Domingo Faustino Sarmiento (in spagnolo: Palacio Libertad, Centro Cultural Domingo Faustino Sarmiento), è un centro culturale situato nella città di Buenos Aires, Argentina. È il più importante in termini di dimensioni in America Latina e il terzo a livello mondiale, insieme al Centro Pompidou di Parigi, al Forum Internazionale di Tokyo e al Lincoln Center di New York. Si trova nell’edificio che in precedenza ospitava la sede del Palazzo delle Poste e Telecomunicazioni. Fino alla sua reinaugurazione, rappresentava il più grande investimento in un progetto culturale nella storia dell'Argentina.
È stato inaugurato il 24 maggio 2010 come Centro Culturale del Bicentenario e ribattezzato il 21 novembre 2012 come Centro Culturale Kirchner (o CCK), denominazione che ha mantenuto fino al 10 ottobre 2024, quando il presidente Javier Milei, tramite il Decreto di Necessità e Urgenza (DNU) 897/2024, ha cambiato il nome dell'edificio nell’attuale «Palacio Libertad, Centro Culturale Domingo Faustino Sarmiento».

## Storia

### Il Palazzo delle Poste e dei Telegrafi
Nel 1888 Ramón J. Cárcano, direttore delle Poste Argentine, sottopose al presidente Miguel Juárez Celman la necessità di dotare l'ente da lui presieduto di un edificio più grande e consono visto l'aumento del traffico postale. L'anno successivo il governo incaricò Norbert-Auguste Maillart della realizzazione della nuova sede delle Poste e dei Telegrafi. Come modello per la struttura l'architetto francese scelse la sede centrale delle poste di New York, un possente edificio in stile Beaux-Arts. Come sede fu scelto un lotto di terreno recentemente recuperato dal Río de la Plata e situato all'angolo tra le avenida Corrientes e Leandro N. Alem. La crisi economica che colpì il paese l'anno seguente tuttavia fece fermare i lavori sino al 1908. In quell'anno il governo, oltre a stanziare nuovi fondi per la costruzione, incaricò Maillart di modificare il progetto ingrandendo l'edificio ed aggiungendovi ponti pedonali per unirlo ad altri palazzi governativi limitrofi. Quattro anni dopo l'architetto francese rinunciò al mandato in contrasto con le autorità argentine. Per ultimare i lavori venne quindi assunto l'assistente di Maillart, il russo Jacques Spolsky, il quale apportò al progetto alcune modifiche, come l'uso del cemento e di strutture metalliche. Lo scoppio dellaprima guerra mondiale ebbe conseguenza un taglio del budget e pertanto alcune parti dell'edificio, come i ponti pedonali, vennero eliminate definitivamente dal piano di costruzione.
Il 28 settembre 1928 il presidente argentino Marcelo Torcuato de Alvear inaugurò l'edificio che tuttavia vide terminare gli ultimi lavori solamente agli inizi del 1930. Il 6 luglio 1937, dal suo interno, fu mandata in onda la prima trasmissione della radio pubblica argentina.
Durante gli anni del governo peronista, l'edificio ospitò l'ufficio di Eva Perón, mentre un'ala del palazzo fu destinata alla sede della Fondazione Eva Perón.
Nel 1997 Il Palazzo delle Poste fu dichiarato Monumento Nazionale. Cinque anni dopo le Poste Argentine smisero di utilizzare l'edificio come sede centrale, lasciando aperto solo un ufficio postale al piano terra.

### Il Centro Culturale Kirchner
Nel 2006, con l'avvicinarsi delle celebrazioni per il bicentenario della Rivoluzione di Maggio il governo argentino guidato da Néstor Kirchner indisse un bando per trasformare l'ex Palazzo delle Poste in un centro culturale. Il progetto, realizzato dagli studi e di Buenos Aires, prevedeva il restauro di una parte dell'edificio e dall'altro la modifica di altre sezioni mediante la costruzione di nuove sezioni. Nello specifico la parte storica, destinata alle cerimonie, venne preservata, mentre quella retrostante, dove si trovavano gli uffici, furono oggetto di un radicale intervento che apportò la realizzazione di sale da concerto e gallerie espositive.
I lavori iniziarono nei primi mesi del 2010 ed il 24 maggio dello stesso anno la presidente Cristina Fernández de Kirchner inaugurò una prima sezione del nuovo centro culturale. Due anni più tardi presero il via le opere nella parte posteriore dell'edificio, dove sarebbero stati realizzati gli interventi più importanti. Lo stesso anno il governo annuncio che il Centro Culturale del Bicentenario, come fino allora era stato chiamato, sarebbe stato intitolato all'ex presidente Kirchner, nel frattempo defunto.
Il 21 maggio 2015 il centro, ufficialmente chiamato Centro Cultural Kirchner, fu inaugurato alla presenza della presidente Fernández e delle massime autorità dell'Argentina.

## Descrizione
L'edificio, una possente struttura in stile Beaux-Arts di nove piani ed alta oltre 60 metri, è suddiviso al suo interno in due sezioni. La parte anteriore, detta Storica, dove sono stati conservati gli ambienti e gli interni originali, destinati ad esposizioni museali ed audiovisive. L'ala retrostante, quella Industriale, è stata invece oggetto delle modifiche più radicali. Al suo interno è stata realizzata una maestosa sala concerti per la musica sinfonica, detta Ballena Azul. La sala, che ha una capienza di 1750 spettatori, è stata così ribattezzata per la sua forma che ricorda una balena. Essa è infatti una enorme gabbia di Faraday di forma ogivale sorretta da una serie di pilastri. Questo spazio è destinato ad ospitare l'Orchestra Sinfonica Nazionale dell'Argentina.
Sono altresì state realizzate una sala da musica da camera, con una capacità di 540 persone, ed una struttura sospesa tra i due teatri detta Gran Lámpara. All'interno del Centro Culturale Kirchner sono presenti anche sei sale convegni, ognuna con una capienza superiore alle 100 persone.
La cupola che sovrasta la parte superiore della facciata è stata completamente trasformata. Pur conservando l'originale struttura metallica, le lastre di ardesia che la ricoprivano sono state sostituite da una serie di vetrate dotate di illuminazioni colorate. Gli ambienti sottostanti sono stati invece convertiti in un salone per le cerimonie ufficiali. Sul tetto è stata realizzata una terrazza panoramica dal quale poter godere di una vista unica sul centro della capitale argentina e sul moderno quartiere di Puerto Madero.